# Nukuhiva adamsoni
Nukuhiva adamsoni (Berland, 1933) è un ragno appartenente alla famiglia Lycosidae.
È l'unica specie nota del genere Nukuhiva.

## Distribuzione
L'unica specie oggi nota di questo genere è stata rinvenuta nelle isole Marchesi.

## Tassonomia
Questo genere è stato trasferito dalla famiglia Pisauridae a seguito di uno studio degli aracnologi Framenau e Lehtinen del 2015.
Dal 2015 non sono stati esaminati altri esemplari, né sono state descritte sottospecie al 2017.